# كلود إم. هيلتون
كلود إم. هيلتون (بالإنجليزية: Claude M. Hilton)‏ هو محامي وقاضي أمريكي، ولد في 1940 في مقاطعة سكوت في الولايات المتحدة.